# 이라클로나스
이라클로나스(그리스어: Ηρακλωνάς, 626년 5월 3일 - 641년 이후)는 이라클리오스 황제와 그의 두 번째 부인인 마르티나 사이에 태어난 아들로 641년 2월 11일 아버지가 죽자 이복 형제인 콘스탄티노스 3세와 함께 동로마 황제가 되었고 5월 25일 콘스탄티노스가 죽은 후 단독 황제가 되었다.
그러나 어머니 마르티나의 전횡에 반대한 백성들에 의해 폐위되어 코가 잘리는 형벌을 받고 로도스섬에 유배되어 그 곳에서 죽은 것으로 추정된다. 이복형 콘스탄티노스에 대한 독살에 가담했다는 주장도 있으나 확실한 증거는 없다.